# بتا اکسیداسیون

بتا اکسیداسیون (انگلیسی: Beta oxidation) فرایندی است که در طی آن مولکول‌های اسید چرب در میتوکندری تجزیه و استیل کوآ تولید می‌کنند. بتا اکسیداسیون از روی کربنی به نام بتا آغاز می‌شود.

## مراحل بتا اکسیداسیون

### ورود به میتوکندری
ابتدا در سیتوزول(غشای خارجی میتوکندری) آنزیم‌هایی مانند آسیل کوآ سنتتاز (تیوکیناز) اسید چرب را به آسیل چرب کوآ تبدیل می‌کند. در این واکنشATP به AMP و PPi تبدیل می‌شود. در ادامه آسیل کوآ با زنجیره کوتاه و متوسط (کمتر از ۱۰ کربن) به راحتی وارد میتوکندری می‌شوند. آسیل کوآ با زنجیره بلند (بیش از ۱۲ کربن) به راحتی از غشای خارجی میتوکندری عبور می‌کنند ولی قادر به عبور از غشای داخلی میتوکندری نیستند. عبور آسیل کوآی بلند زنجیره از غشای داخلی میتوکندری با استفاده از کارنیتین و در سه مرحله صورت می‌پذیرد

### مراحل چرخه
در ماتریکس میتوکندری طی واکنش‌هایی که طی چهار مرحله به صورت متوالی بر روی آسیل کوآ انجام می‌گیرد در هر چرخه دو مولکول کربن طی یک استیل کوآ از زنجیره اسید چرب جدا می‌شود تا بتدریج تمام اسید چرب تجزیه شود.
این چهار مرحله عبارتند از: دهیدروژناسیون (توسط آنزیم آسیل کوآ دهیدروژناز)؛ هیدروژناسیون (توسط آنزیم انوئیل کو آنزیم A هیدراتاز)؛ اكسيداسيون (آنزیم این مرحله بتا هیدروکسی اسیل کو آنزیم A دهیدروژناز است) و تیولیزاسیون (بوسیله آنزیم تیولاز) که یک مولکول استیل کو آنزیم A جدا می‌شود.

### سرنوشت استیل-کوآ
استیل کوآی تولید شده وارد چرخه اسید سیتریک می‌شود. در طول چرخه به ازای هر co۲ یک ATP و ۴H۲ در فرم ۳NADH۲ و یک FADH۲ تولید می‌شود. در این واکنش‌ها اکی والان‌های احیایی زنجیره آسیل به شکل FADH2 و NADH در می‌آیند و انرژی حاصله ذخیره می‌شود.

### اسیدهای چرب غیراشباع
بتا اکسیداسیون اسیدهای چرب غیر اشباع بخاطر وجود پیوندهای دوگانه در ساختمانشان انرژی کمتری ایجاد می‌نمایند. واکنش‌ها مشابه است ولی دو آنزیم ایزومراز و اپیمراز نیز دخیل هستند.
بیشتر اسیدهای چرب شرکت‌کننده در ساختار تری گلیسریدها از نوع اسیدهای چرب غیر اشباع با یک یا چند پیوند دوگانه می‌باشند که شکل ایزومری پیوند، CIS می‌باشند و بنابراین نمی‌توانند توسط آنزیم انوئیل کوآ هیدراتاز تحت تأثیر قرار گیرند. دو آنزیم انوئیل کوآ ایزومراز و ۲و ۴ دی انوئیل کوآ ردوکتاز برای این مسیر علاوه بر آنزیم‌های بتا اکسیداسیون اسیدهای چرب اشباع مورد نیاز است.